# 烏克蘭專員轄區
烏克蘭專員轄區（德語：Reichskommissariat Ukraine，簡稱RKU），是在第二次世界大戰期間，納粹德國佔領烏克蘭後設置的管理烏克蘭地區的政權。存在於1941年9月至1944年3月期間。希特勒在1941年8月20日建立烏克蘭專員轄區，並宣布自9月1日中午該區實施民政管理。在被納粹德國佔領之前，烏克蘭是蘇聯的一部分，主要民族是烏克蘭人，但也有俄羅斯人、波蘭人、猶太人、白俄羅斯人、德國人、羅姆人和克里米亞韃靼人等少數民族居住。烏克蘭在納粹的戰後德國國家和文明擴張計劃中擁有重要地位。

## 延伸閱讀
- Toynbee, Arnold; Toynbee, Veronica;  et al, , , London: Oxford University Press: 316–337, 1954.
- Berkhoff, Karel C., , Cambridge, Mass.: Belknap Press, 2004, ISBN 0-674-01313-1.
- Rich, Norman, , New York: W. W. Norton & Company, 1974, ISBN 0-393-05509-4.

## 外部連結
- .   [2014-12-03]. （原始内容存档于2009-10-29）.
- Map of Occupied Europe